# Dutasteryd
Dutasteryd – organiczny związek chemiczny z grupy steroidów, inhibitor 5α-reduktazy. W porównaniu z finasterydem cechuje się większą redukcją poziomu 5α-dihydrotestosteronu we krwi (ponad 90% wobec 70%). Dutasteryd jest dopuszczony przez amerykańską Agencję Żywności i Leków do leczenia przerostu prostaty. W Japonii i Korei Południowej ma dodatkowe dopuszczenie jako lek przeciw łysieniu typu męskiego.